# Ixora tenuifolia
Ixora tenuifolia är en måreväxtart som beskrevs av Cornelis Eliza Bertus Bremekamp. Ixora tenuifolia ingår i släktet Ixora och familjen måreväxter. Inga underarter finns listade i Catalogue of Life.